# Marija od Avesnesa (1280.–1354.)
Marija od Avesnesa (fra. Marie d'Avesnes, eng. Mary of Avesnes; 1280. – 1354.) bila je francuska plemkinja, grofica Clermont-en-Beauvaisisa te vojvotkinja Bourbona kao jedina zakonita supruga vojvode Luja I. Velikoga. Njezini roditelji su bili Ivan II. Holandski i njegova supruga, Filipa Luksemburška, kći grofa Henrika V. Plavokosog.

## Djeca
- Petar I. Burbonski
- Filip
- Jakov
- Jakov I. od La Marchea
- Ivana (1312. – 1402.)
- Margareta
- Beatrica Burbonska, kraljica Češke[2]
- Marija Burbonska, kneginja Ahaje